# El Oasis, delstaten Mexiko
El Oasis är en ort i Mexiko, tillhörande kommunen Tezoyuca i delstaten Mexiko. El Oasis ligger i den centrala delen av landet och tillhör Mexico Citys storstadsområde. Orten hade 346 invånare vid folkräkningen 2010.